# Shock Troops
Shock Troops é o álbum de estréia do Cock Sparrer, uma banda britânica de punk rock. Esse álbum foi lançado em 1982 pela Razor Records.
As prensagens subsequentes traziam um repertório completamente revisado, incluindo o outtake (de voz apenas) de "England Belongs to Me" e "Argy Bargy".
| Críticas profissionais                                                      | Críticas profissionais |
| Avaliações da crítica                                                       | Avaliações da crítica  |
| Fonte                                                                       | Avaliação              |
| --------------------------------------------------------------------------- | ---------------------- |
| allmusic                                                                    | [ 1 ]                  |
| Esta tabela precisa de ser acompanhada por texto em prosa. Consulte o guia. |                        |

## Faixas
Todas as músicas escritas pelo Cock Sparrer.
1. "Where Are They Now"
2. "Riot Squad"
3. "Working"
4. "Take 'em All"
5. "We're Coming Back"
6. "England Belongs to Me" (essa música não constava no lançamento inicial)
7. "Watch Your Back"
8. "I Got Your Number"
9. "Secret Army"
10. "Droogs Don't Run"
11. "Out on an Island"
12. "Argy Bargy" (essa música não constava no lançamento inicial)
13. "Colonel Bogey" (Bônus Track do relançamento em CD de 1993)

## Músicos
- Colin McFaul − Vocal
- Steve Burgess − Baixo
- Steve Bruce − Bateria
- Mickey Beaufoy − Guitarra solo
- Chris Skepis − Guitarra-rítmica

## No entretenimento
- A música "England Belongs To Me" é a música de entrada de Dan Hardy, lutador da UFC.